# Liste des longs métrages moldaves proposés à l'Oscar du meilleur film international
Cet article présente la liste des longs métrages moldaves proposés à l'Oscar du meilleur film international.

## Films proposés par la Moldavie
| Année (cérémonie) | Titre français              | Titre original             | Langue(s)        | Réalisateur           | Résultat  |
| ----------------- | --------------------------- | -------------------------- | ---------------- | --------------------- | --------- |
| 2013 (86e)        | Toţi copiii Domnului (ro)   | Toţi copiii Domnului (ro)  | roumain, italien | Adrian Popovici       | Non nommé |
| 2014 (87e)        | À la frontière du ciel (ro) | La limita de jos a cerului | roumain          | Igor Cobileanski (ro) | Non nommé |
| 2022 (95e)        | Carbon (gl)                 | Carbon (gl)                | roumain, russe   | Ion Borș              | Non nommé |
| 2023 (96e)        | Tunete                      | Tunete                     | roumain          | Ioane Bobeica         | Non nommé |